# Concertul pentru pian nr. 2 (Prokofiev)
Concertul pentru pian nr. 2 în Sol minor, Op. 16, a fost început de Serghei Prokofiev în 1912 și finalizat în 1913. Lucrarea este dedicată lui Maximilian Schmidthof, un prieten al lui Prokofiev de la Conservatorul din Sankt Petersburg care s-a sinucis. Lucrarea a avut premiera pe 23 august 1913 în Pavlosk, cu Prokofiev solist.
Partitura originală a fost distrusă într-un incendiu în timpul Revoluției Ruse iar Prokofiev a reconstruit și revizuit masiv concertul în 1923. A interpretat premiera versiunii revizuite la Paris pe 8 mai 1924 sub bagheta dirijorală a lui Serge Koussevitzky.

## Structură și instrumentație
Concertul este structurat în patru părți și are o durată cuprinsă între 29 și 37 de minute:
- Andantino - Allegretto (10-14 minute)
- Scherzo: Vivace (2-3 minute)
- Intermezzo: Allegro moderato (5-9 minute)
- Finale: Allegro tempestoso (10-13 minute)

Concertul este orchestrat pentru două flauturi, două oboaie, două clarinete, doi fagoți, patru corni, două trompete, trei tromboni, tubă, timpane, tobă mare, tobă mică, talgere, tamburină, coarde și pian solo.

## Premiera și receptarea
Lucrarea este dedicată lui Maximilian Schmidthof, un prieten al lui Prokofiev de la Conservatorul din Sankt Petersburg care s-a sinucis în aprilie 1913 după ce a lăsat un bilet de adio lui Prokofiev. În același an, pe 23 august, Prokofiev a interpretat premiera lucrării în Pavlosk. Cea mai mare parte a audienței a reacționat în mod intens. Temperamentul sălbatic al concertului a lăsat o impresie pozitivă unor spectatori în vreme ce alții s-au opus sunetului modernist al lucrării ("La naiba cu muzica asta futuristă!"/"Ce face, își bate joc de noi?"/"Pisicile de pe acoperiș fac muzică mai bună!").
Când partitura originală a fost distrusă într-un incendiu în timpul Revoluției Ruse Prokofiev a reconstruit și revizuit considerabil concertul în 1923. În timpul acestui proces a făcut concertul "mai puțin hotărât" și "puțin mai complex din punct de vedere contrapunctual". Prokofiev considera că rezultatul final era "atât de diferit încât poate fi considerat [Concertul]] nr. 4" (Concertul nr. 3 a avut premiera în 1921). A interpretat premiera versiunii revizuite la Paris pe 8 mai 1924 sub bagheta dirijorală a lui Serge Koussevitzky.
Lucrarea rămâne unul dintre cele mai formidabile concerte pentru pian din punct de vedere tehnic din repertoriul standard. David Nice, biograful lui Prokofiev, a spus în 2011: "Acum un deceniu aș fi pariat că existau doar câțiva pianiști în toată lumea care puteau interpreta cum trebuie al doilea concert pentru pian al lui Prokofiev. Argerich nici nu voia să se atingă de el, Kissin întârzia să îl învețe și chiar și Prokofiev ca virtuoz a avut mari probleme când a interpretat concertul cu Ernest Ansermet și BBC Symphony Orchestra în anii 1930 când i-a depășit dexteritatea".